# Live in Europe (альбом Shy)
Live in Europe — концертный альбом британской хард-рок-группы Shy, вышедший в 1999 году.

## Об альбоме
Диск представляет собой собрание концертных записей, сделанных в 1980-е годы. По информации сайта «Heavy Harmonies» восемь первых треков альбома были записаны на концерте во французской Тулузе во время совместного с Гэри Муром тура. С большой степенью вероятности речь идёт о концерте, прошедшем 5 мая 1987 года в малом тулузском дворце спорта (Petit Palais des Sports). Сет-лист включает в себя исключительно песни из нового в тот момент диска Excess All Areas. На последних 6 композициях альбома представлено более позднее выступление группы в концертном зале университета Суррея, о чём свидетельствует присутствие в нём песен с пластинки 1989 года Misspent Youth.
В записях принимал участие классический состав группы.

## Список композиций
| №   | Название                 | Длительность |
| --- | ------------------------ | ------------ |
| 1.  | «Telephone»              | 4:32         |
| 2.  | «Can't Fight the Nights» | 4:13         |
| 3.  | «Talk to Me»             | 3:57         |
| 4.  | «When Love Is Over»      | 4:21         |
| 5.  | «Young Heart»            | 3:54         |
| 6.  | «Devil Woman»            | 3:49         |
| 7.  | «Break Down the Walls»   | 5:44         |
| 8.  | «Emergency»              | 4:04         |
| 9.  | «Chained by Desire»      | 3:58         |
| 10. | «Money»                  | 3:33         |
| 11. | «Shake the Nations»      | 3:53         |
| 12. | «When You Need Someone»  | 4:06         |
| 13. | «If You Want It»         | 4:20         |
| 14. | «Make My Day»            | 4:21         |

## Участники записи
- Тони Миллз — вокал
- Стив Харрис — гитара
- Падди МакКенна — клавишные
- Рой Дэвис — бас-гитара
- Алан Келли — ударные